# La Jard
La Jard is een gemeente in het Franse departement Charente-Maritime (regio Nouvelle-Aquitaine) en telt 293 inwoners (2005). De plaats maakt deel uit van het arrondissement Saintes.

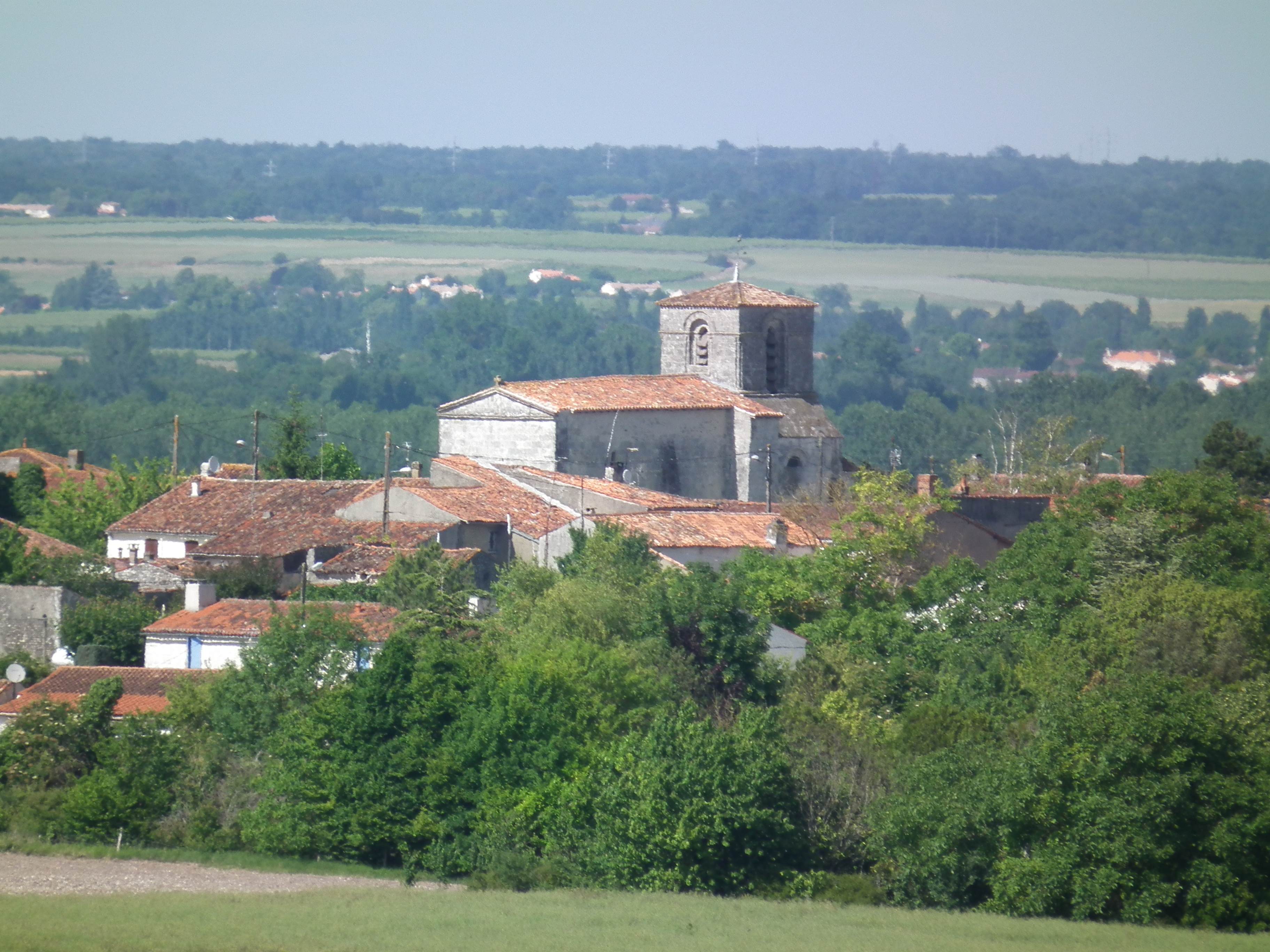
La Jard
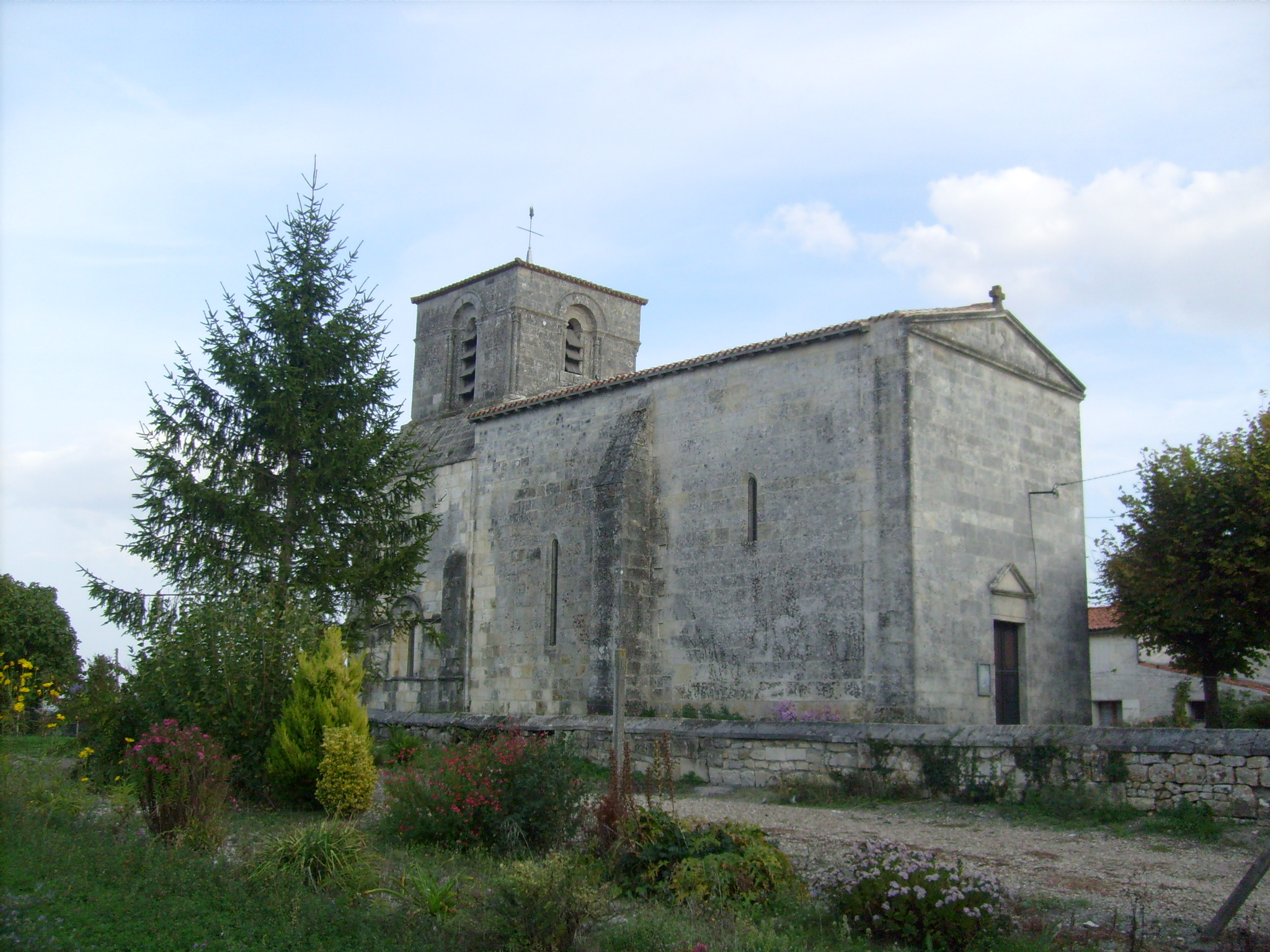
Kerk van La Jard

## Geografie
De oppervlakte van La Jard bedraagt 8,4 km², de bevolkingsdichtheid is 34,9 inwoners per km².
De onderstaande kaart toont de ligging van La Jard met de belangrijkste infrastructuur en aangrenzende gemeenten.

## Demografie
Onderstaande figuur toont het verloop van het inwonertal (bron: INSEE-tellingen).